# 郑又荣
郑又荣（韓語：정우영／鄭又榮，1989年12月14日—），出生于韩国蔚山，韩国足球运动员，司职中场，目前效力于沙特职业足球联赛球队赛哈特海湾。

## 国家队生涯
2012年，郑又荣入选了由洪明甫率领的韩国国奥队参加伦敦奥运会，并在与巴西队比赛中披挂上阵，为韩国队最终摘得奥运会足球铜牌立下战功并得到免除兵役的奖励。
2018年夏天，郑又荣為韩国国家队出戰2018年世界杯足球赛。
2022年11月，郑又荣入選2022年卡達世界盃南韓隊26人名單。